# Biserica „Duminica Tuturor Sfinților” din Miron Costin
Biserica „Duminica Tuturor Sfinților” din Miron Costin este un monument istoric aflat pe teritoriul satului Miron Costin, comuna Trifești. În Repertoriul Arheologic Național, monumentul apare cu codul 124741.01.
Biserica are formă de navă cu sânurile laterale scobite în grosimea zidurilor, iar în absida altarului s-au deschis două ferestre, caracteristică frecventă în cazul monumentelor din secolul al XVII-lea.
Piatra pentru construcția biserici a fost adusa cu robi așezați în șir indian din dealurile Budeștilor. Zidurile au o grosime de 1,5m, lungimea de 28m, lata de 9m, susținuta de contraforturi, două bolti de cărămidă, ușa de la intrare este cea originală, fiind împodobita cu sculptura în piață ca la bisericile moldovene.
La început biserica a fost fără turlă. Neculai Stratulat - Hatman în anul 1716, îi adaugă turn înalt de 24m, lungind biserica cu încă 4m. în turn pune clopot cu inscripția "Acest clopot l-au făcut Neculai Stratulat Hatman la anul 1716."
în anul 1884 se îndepărtează contraforturile și se construiesc în interior două arcuri de cărămidă pentru susținerea bolților, se îndepărtează tocurile de piatra de la ferestre-intrate în dărâmare, se scot dalele de piatră de la pardoseala prăbușită din interior din pricina mormintelor și se pardosește cu cărămidă și i se adaugă în față un pridvor de 6,60m pe 6,60m.
In anul 1923 se înlocuiește catapeteasma veche macinata de cari si igrasie si se pictează de către pictorul Zarna din Focșani.
în anul 1990, cu binecuvântarea Prea Sfințitului Eftimie-Episcopul Romanului, au început lucrările de restaurare sub îndrumarea prof. arh. Alexandru Cișmigiu și Asis. Universitar Mircea Crișan și sub atenta supraveghere a preotului paroh Agafitei Gheorghe.
Asa s-au consolidat zidurile, bolțile, s-a decapat tencuiala atât în interior cât și în exterior și s-a retencuit. S-a refăcut din nou acoperișul și s-a pictat integral în tehnica fresco. La încheierea acestui ciclu de lucrări care au durat pana în anul 1998, sfanțul locaș a fost resfințit de către Prea Sfințitul Episcop Eftimie împreună cu un sobor de preoți, participând o mare mulțime de credincioși.
Acest mare eveniment pentru parohia noastră a avut loc  pe data de 8 noiembrie 1998, biserica noastră primind ca ocrotitori și pe Sf. Arh. Mihail și Gavril. Pe o perioadă de mai bine de 150 ani a trăit și locuit pe aceste meleaguri familia cronicarului Miron Costin și urmașii săi.

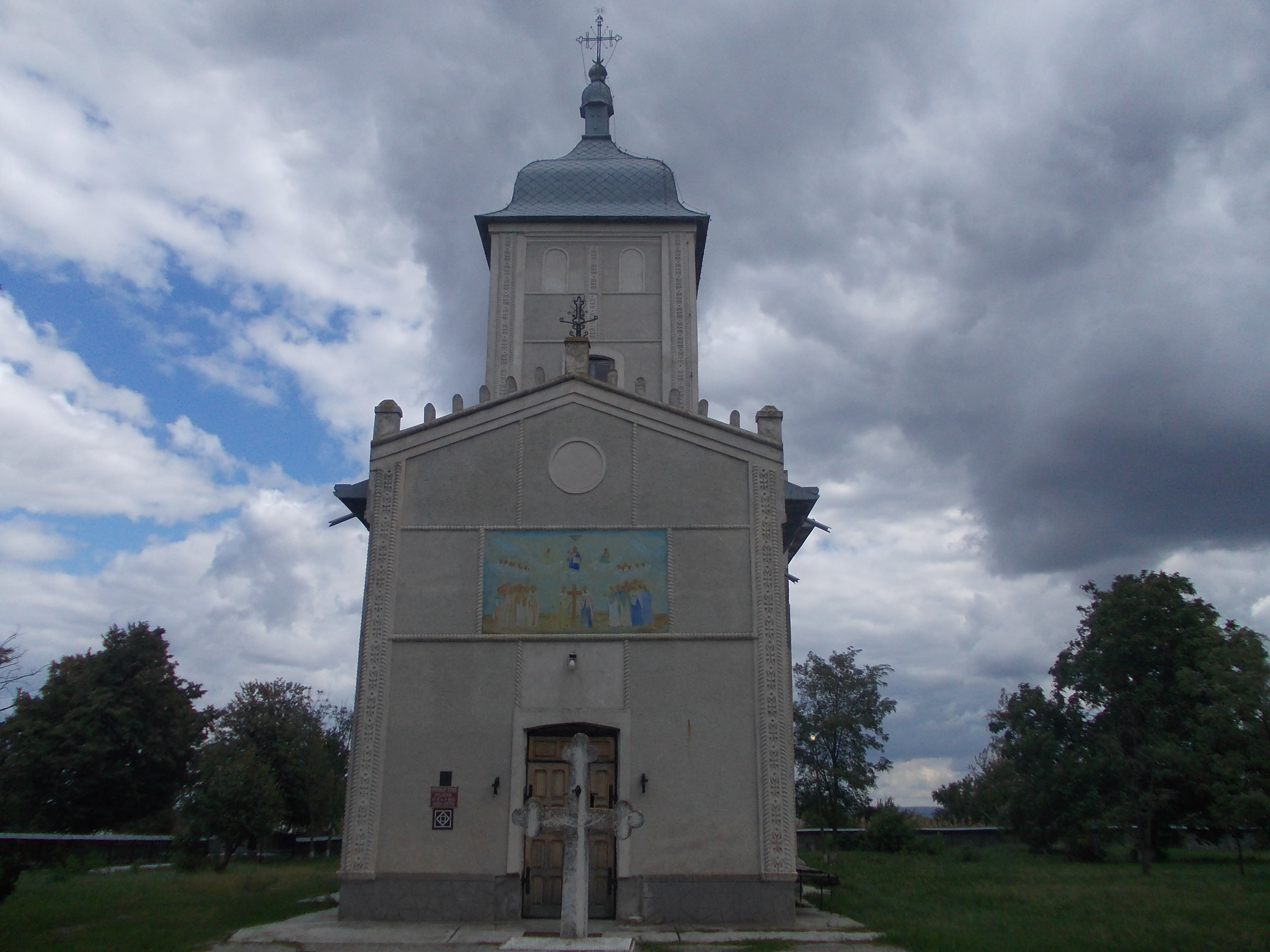

Ca semn de recunoștința și prețuire pentru vasta sa operă istorică care a scris-o cu nobila râvnă de a ajuta, de a învață pe contemporani și pe urmași, la inițiativa preotului paroh și cu binecuvântarea și ajutorul Prea Sfințitului Episcop Vicar loachim Bacaoanul, s-a ridicat în parcul din fața bisericii o frumoasă statuie lui Miron Costin.
Acest eveniment a avut loc pe data de 29 mai 2007. Slujba de sfințire și dezvelire a statuiei a fost oficiată de Prea Sfințitului Episcop Vicar loachim Bacaoanul împreuna cu un sobor alcătuit din toți preoții Protopopiatului Roman.
Biserica "Duminica Tuturor Sfinților" din satul Miron Costin (com. Trifesti) este înscrisă la poziția 323 din Lista monumentelor istorice din județul Neamț , publicata în Monitorul Oficial al României.